# Филипп, Шарль-Луи
Шарль-Луи́ Фили́пп (фр. Charles-Louis Philippe; 4 августа 1874, Серийи, Алье — 21 декабря 1909, Париж) — французский писатель.

## Биография
Сын башмачника, внук нищенки. В 1895 приехал в Париж. Дебютировал как поэт в символистской прессе. Мелкий служащий в мэрии, был близок к социалистам, печатался в Юманите. Октав Мирбо несколько раз выдвигал его на Гонкуровскую премию, но безуспешно. Дружил с Л.-П. Фаргом, Маргаритой Оду, Валери Ларбо, Андре Жидом. Умер от тифоида, осложненного менингитом.

## Творчество
Автор новелл и романов из жизни низших слоев общества. Испытал влияние русской литературы — Л. Толстого, Ф. Достоевского. Роман «Бюбю с Монпарнаса» иллюстрировал А. Марке, экранизировал Мауро Болоньини (1971).

## Признание
Романы и рассказы Ш.-Л. Филиппа переведены на многие языки, переиздаются во Франции и других странах до нынешнего дня. С 1936 выходит ежегодник Общества друзей Шарля-Луи Филиппа.

## Произведения
- Quatre histoires de pauvre amour (1897)
- La Bonne Madeleine et la Pauvre Marie (1898).
- La Mère et l’enfant (1900)
- Bubu de Montparnasse (1901)
- Le Père Perdrix (1902)
- Marie Donadieu (1904)
- Croquignole (1906)
- Dans la petite ville (1910, новеллы).
- Lettres de jeunesse (1911)
- Charles Blanchard (1913)
- Les Contes du Matin (1916, новеллы).
- Chroniques du Canard Sauvage (1923)

## Публикации на русском языке
- Жизнь. Рассказы. М.: Б-ка «Огонёк», 1927
- Бюбю с Монпарнаса. М., 1929
- Собрание сочинений. Т.1-7. Л., 1934—1936
- [Рассказы]// Французская новелла двадцатого века. 1900—1939. М.: Художественная литература, 1973, с.221-239